# Grigorij Skiruta
Grigorij Trofimowicz Skiruta (ros. Григорий Трофимович Скирута, ur. 21 listopada?/4 grudnia 1912 we wsi Wielikopołowieckoje obecnie w rejonie skwyrskim w obwodzie kijowskim, zm. 28 lipca 1999 w Sołniecznogorsku) – radziecki wojskowy, pułkownik, Bohater Związku Radzieckiego (1943).

## Życiorys
Urodził się w ukraińskiej rodzinie chłopskiej. W 1932 został powołany do Armii Czerwonej, od 26 lipca 1942 uczestniczył w wojnie z Niemcami, walczył na Froncie Stalingradzkim, Woroneskim, Stepowym i 2 Froncie Ukraińskim. W 1940 został przyjęty do WKP(b). Był dowódcą 235 gwardyjskiego pułku piechoty 81 Gwardyjskiej Dywizji Piechoty 7 Gwardyjskiej Armii w stopniu podpułkownika, brał udział w bitwie pod Stalingradem i pod Kurskiem, walkach o Charków, Merefę i Krasnodar. Szczególnie wyróżnił się podczas bitwy o Dniepr pod koniec września 1943 na południu obwodu połtawskiego, gdzie jego pułk zadał wrogowi duże straty. Później brał udział w walkach o Kirowohrad, Korsuń Szewczenkowski oraz w forsowaniu południowego Bugu, Dniestru i Prutu. W październiku 1944 został skierowany na studia do Akademii Wojskowej im. Frunzego, którą ukończył w 1947 i został wykładowcą taktyki na kursach „Wystrieł”, w 1961 zakończył służbę w stopniu pułkownika. W 1995 otrzymał honorowe obywatelstwo Sołniecznogorska.

## Odznaczenia
- Złota Gwiazda Bohatera Związku Radzieckiego (26 października 1943)
- Order Lenina (26 października 1943)
- Order Czerwonego Sztandaru (dwukrotnie, 21 sierpnia 1943 i 13 czerwca 1952)
- Order Wojny Ojczyźnianej I klasy (11 marca 1985)
- Order Czerwonej Gwiazdy (dwukrotnie, 5 lutego 1943 i 6 listopada 1947)
- Medal „Za zasługi bojowe” (3 listopada 1944)

I inne.